# تومي كاتون
تومي كاتون (بالإنجليزية: Tommy Caton)‏ هو لاعب كرة قدم بريطاني في مركز قلب الدفاع، ولد في 6 أكتوبر 1962 في كيركبي في المملكة المتحدة، وتوفي في 30 أبريل 1993 في أكسفوردشير في المملكة المتحدة. شارك مع منتخب إنجلترا تحت 21 سنة لكرة القدم. أما مع النوادي، فقد لعب مع أكسفورد يونايتد وتشارلتون أثلتيك ومانشستر سيتي ونادي أرسنال.